# قزاقستان ایر کمپانی
قزاقستان ایر کمپانی (به انگلیسی: KAS Air Company) یک شرکت هواپیمایی با کد یاتا KW است.
دفتر مرکزی قزاقستان ایر کمپانی در بیشکک، قرقیزستان واقع شده‌است و قطب این شرکت هواپیمایی در فرودگاه بین‌المللی مناس قرار دارد.